# Romana (kommun i Spanien)
Romana är en kommun i Spanien.   Den ligger i provinsen Provincia de Alicante och regionen Valencia, i den sydöstra delen av landet, 300 km sydost om huvudstaden Madrid. Antalet invånare är 2 509. Arean är 43 kvadratkilometer. Romana gränsar till Orihuela.
Terrängen i Romana är kuperad västerut, men österut är den platt.